# 吕丁文
吕丁文（20世纪—），江西南昌人。中国人民解放军中将。
1998年8月，任广州军区装备部副部长。2003年12月至2007年12月，任广州军区装备部部长。2007年12月，任广州军区副司令员。